# مضيق لا بيروز
مضيق لا بيروز، أو مضيق سويا، هو مضيق يفصل الجزء الجنوبي من جزيرة سخالين الروسية عن الجزء الشمالي من جزيرة هوكايدو اليابانية، ويربط بحر اليابان في الغرب ببحر أوخوتسك في الشرق.
المضيق 42 كيلومتر (26 ميل) طويل و 40 إلى 140 ميل (131 إلى 459) عمق. يقع أضيق جزء من المضيق في الغرب بين كيب كريليون في روسيا وكيب سويا اليابانية، وهو أيضًا أضعف جزء من المضيق على 60 متر (197 قدم) فقط عمق. جزيرة صخرية صغيرة، تسمى بشكل مناسب كامين أوباسنوستي(تعني بالروسية «صخرة الخطر») تقع في المياه الروسية في الجزء الشمالي الشرقي من المضيق، على 8 ميل (13 كـم) جنوب شرق كيب كريليون. وجزيرة صغيرة أخرى، بنتنجيما، تقع بالقرب من الشاطئ الياباني للمضيق.
تمت تسمية المضيق على اسم جان فرانسوا دي غالوب، كونت دي لابيروس، الذي اكتشفه عام 1787.
تمتد المياه الإقليمية لليابان إلى ثلاثة أميال بحرية داخل مضيق لا بيروز بدلاً من اثني عشر ميلًا معتادًا، وذلك للسماح للسفن الحربية والغواصات التابعة للبحرية الأمريكية المسلحة نوويًا بعبور المضيق دون انتهاك الحظر الياباني المفروض على الأسلحة النووية في أراضيها.

## التاريخ
بين عامي 1848و 1892، مرّت الحيتان الأمريكية عبر المضيق في فصلي الربيع والصيف وهي تشق طريقها من أراضي الحيتان اليمنى في بحر اليابان إلى بحر أوخوتسك لاصطياد الحيتان اليمنى والقوسية. السفينة ديفيد باداك ( 352 طن متري (776,000 رطل) )كان الكابتن سوين، من نانتوكيت، متجهًا إلى المنزل مع شحنة كاملة عندما تحطمت في المضيق في عام 1848.

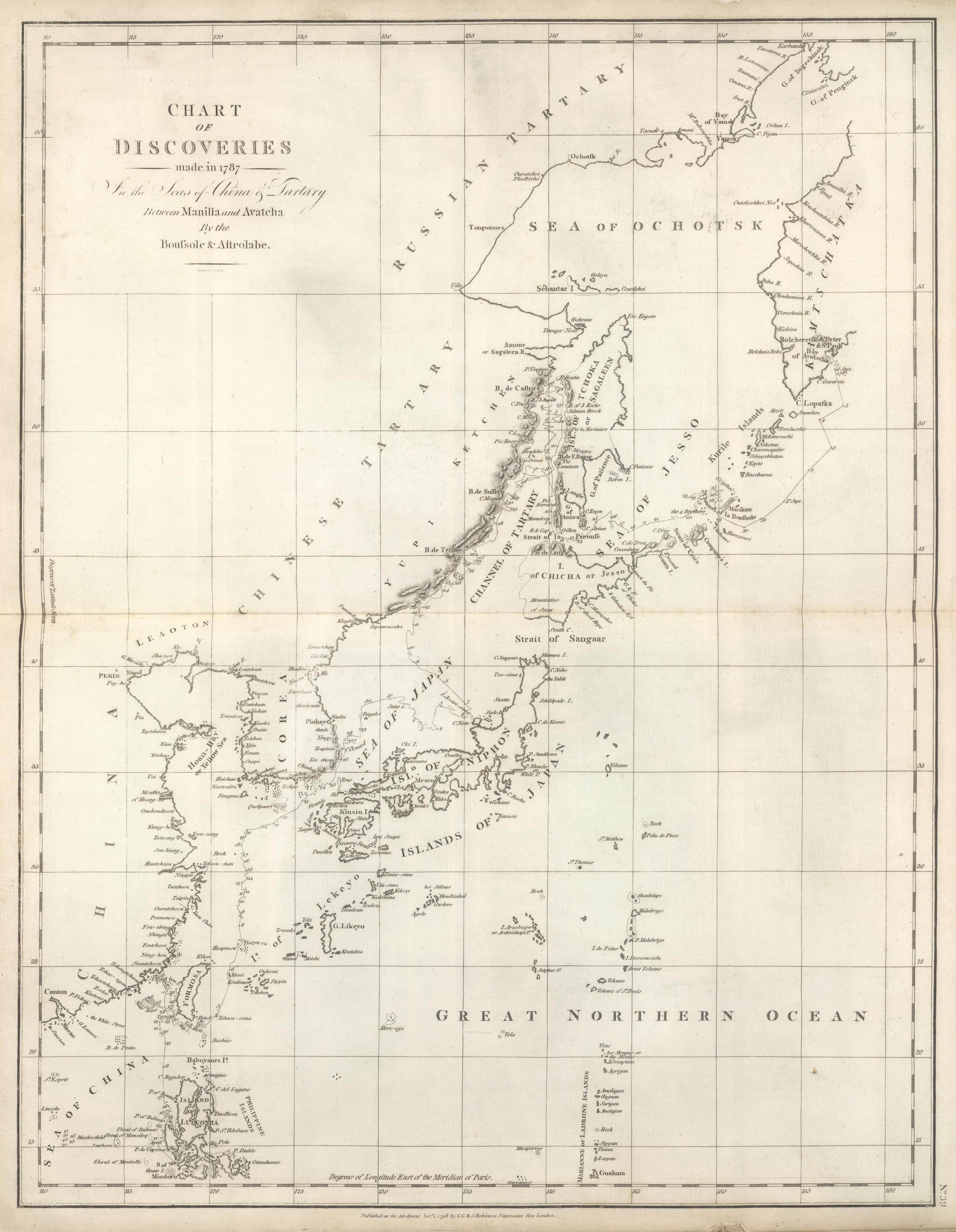
مضيق لا بيروز رسمه لابيروس بنفسه

## معبر السكك الحديدية المقترح
تم اقتراح نفق للسكك الحديدية لربط اليابان وروسيا تحت المضيق يربط خط السكك الحديدية العابر لسيبيريا. كما تم اقتراح جسر.